# Pilocrocis xanthyalinalis
Pilocrocis xanthyalinalis là một loài bướm đêm trong họ Crambidae.